# Alpagrostis barceloi
Alpagrostis barceloi es una planta herbácea de la familia Poaceae, endémica del Puig Mayor de la sierra de Tramontana, en la isla de Mallorca, Islas Baleares, España.

## Descripción
Es una hierba perenne que puede alcanzar los 30 cm de altura y que florece desde finales de mayo hasta finales de julio y que depende del viento para su polinización. Su área de distribución es reducidísima y se limita a tres subpoblaciones principales, con algunas más menores, en una misma vertiente del Puig Mayor que se desarrollan sobre grietas en las paredes rocosas verticales del pico, así como en pequeñas praderas al pie de dichas paredes, en zonas de umbría, a unos 1400 m de altitud. Se ha observado que los ejemplares que viven en las rocas forman más habitualmente inflorescencias, lo que podría indicar algún tipo de reproducción vegetativa en los individuos de los prados. Comparte hábitat con otras especies endémicas rupícolas como Crepis triasii, Galium crespianum, Galium balearicum o Lonicera pyrenaica subsp. majoricensis en los roquedos y Arenaria balearica, Bellium bellidioides, Carex rorulenta, Cymbalaria aequitriloba o Sibthorpia africana en las zonas de prado.

## Estado de conservación y protección
Está catalogada como especie en peligro crítico de extinción, siendo su amenaza más importante la herbivoría por las cabras asilvestradas de la sierra. A ello se suma el vertido de escombros y residuos desde las instalaciones militares de la cima, cuya construcción causó fuertes desprendimientos de roca a causa de la voladura. Por otro lado, la planta se refugia en lugares muy sombríos y húmedos, posiblemente en condiciones límite, por lo que la sequía y el calentamiento global afectan a su supervivencia, y se ha observado que los años de sequía mueren ejemplares o no se desarrollan inflorescencias.
Debido a su delicado estado de conservación, está incluida en el Libro rojo de la flora vascular de Baleares, en la categoría de "En peligro crítico", así como en el Catálogo balear de especies amenazadas (Decreto 75/2005), en la categoría de "En peligro de extinción". También se cataloga en peligro crítico en el Atlas y Libro Rojo de la Flora Vascular Amenazada de España y según los criterios del Libro rojo de la UICN. Para reforzar las poblaciones, en el año 2002 se inició un plan de recuperación en el Jardín Botánico de Sóller y el vivero forestal de Baleares, en Menut, con cultivo ex situ para su introducción en 2011. Asimismo, en 2008 el gobierno de Baleares lanzó un plan de conservación para la flora del Puig Mayor y se cercaron varios recintos para evitar la predación por parte de las cabras.

## Taxonomía
La especie fue descrita inicialmente como Agrostis barceloi por Llorenç Sáez y Josep Antoni Rosselló y publicado en Botanical Journal of the Linnean Society 133: 361–365, f. 1, en 2000, actualmente es tanto un sinónimo como el basónimo de esta; y ulteriormente sería transferida al género Alpagrostis por Paul M. Peterson, Konstantín Romaschenko, Robert John Soreng y Steven Paul Sylvester en PhytoKeys 167: 73, en 2020.

#### Etimología
Ver: Alpagrostis
barceloi: epíteto otorgado en honor del médico y naturalista Francisco Barceló y Combis (1820 – 1889), primer autor de Flora de las Islas Baleares.

#### Citología
Está emparentada con dos especies de alta montaña del centro y sur de Europa, Alpagrostis alpina y Alpagrostis schleicheri, de las que se diferencia por su número de cromosomas (es tetraploide, 2n = 28) y por características morfológicas y anatómicas en hojas y anteras.